# 영국 철도 373
영국 철도 373(영어: British Rail Class 373), 유로스타 e300(영어: Eurostar e300) 또는 TGV TMST는 유로스타 인터내셔널의 고속열차로 유로스타를 운영하고 있다. 내셔널 레일, SNCF, 벨기에 국철이 공동으로 소유하고 있다.
2014년에 지멘스 벨라로를 기반으로 한 차량인 영국 철도 374의 도입과 유로스타 e320(영어: Eurostar e320)의 부여로 기존에 운행했던 TGV TMST는 유로스타 e300(영어: Eurostar e300)으로 부여받게 되었다.

## 개요
프랑스, 영국, 벨기에 3개의 국가가 공동으로 개발된 열차로 1994년에 개통과 동시에 투입된 차량으로 이 열차는 프랑스의 고속열차인 TGV를 기반으로 개발했다. 내셔널 레일의 TOPS에 따라 현재의 명칭으로 부여되었다.
3000번대의 경우 영국, 3100번대의 경우 벨기에, 3200번대는 프랑스가 소유한다. 3200번대 중에서 4편성은 TGV로 운행하고 있으며 전 편성이 단거리 구간에서 운행하고 있다.
SNCF, SNCB의 경우 16편성을 주문한 반면, 내셔널 레일은 18편성을 주문했으며 그 중 7편성은 노스 오브 런던에 운행한 차량이다. 영국 철도의 민영화로, 런던 앤드 콘티넨털 철도의 자회사인 유로스타 인터내셔널을 설립하게 되었다. 프랑스의 철도 기업인 SNCF 55%를 가지고 있으며, 런던 앤드 콘티넨털 철도 40%를 소유했고 SNCB는 5%를 소유했다.
1992년에 프랑스 테리투아르드벨포르주 벨포르에서 위치한 알스톰 공장에서 최초로 제작했다. 이 명칭은 프리스리즈 1로, 2대의 동력차와 7대의 객차로 구성되었고 시운전을 위해 1993년 1월에 인도되었다. 스트라스부르크에서 뮐루즈 구간을 운행했고, 같은 해 6월에 직류 검사를 위해 영국으로 인도되었다. PS2 차량은 같은 해 5월에 제작되었다.
2004년에 내외장을 리뉴얼한 차량이 등장했다. 도장은 영국 철도 374와 같이 노란색과 파란색의 두 색을 중심으로 경계선에 회색과 주황색이 있는 형태로 변경되었다. 아울러 로고에도 유로스타의 일러스트가 추가되었다. 2005년 모든 편성의 리뉴얼 공사가 완료되었다.
2010년 10월, 유로스타는 기존의 차량을 대체하기 위해 지멘스 벨라로를 기반으로 한 10편성의 유로스타 e320 주문했다. 2016년부터 순차별로 도입을 시작으로, 향후 8편성을 제외한 나머지는 모두 현역에서 퇴역될 예정이다.

## 유형

### 쓰리 케피탈
- 쓰리 케피탈(영어: Three Capitals)은 31편성을 보유하고 있으며 2개의 동력차와 18개의 객차로 구성되었고 2대의 전동 대차를 보유하고 있다. 총 750석을 가지고 있으며 퍼스트 클레스의 경우 206석, 스탠다드 클레스의 경우 544석을 보유하고 있다.[10]

### 노스 오브 런던
- 노스 오브 런던(영어: North of London)은 7편성을 가지고 있고 2개의 동력차와 14개의 객차로 구성되었고 2대의 전동 대차를 보유하고 있다. 총 558석을 가지고 있으며 퍼스트 클레스의 경우 114석, 스탠다드 클레스의 경우 444석을 보유하고 있다.

## 객차 구성

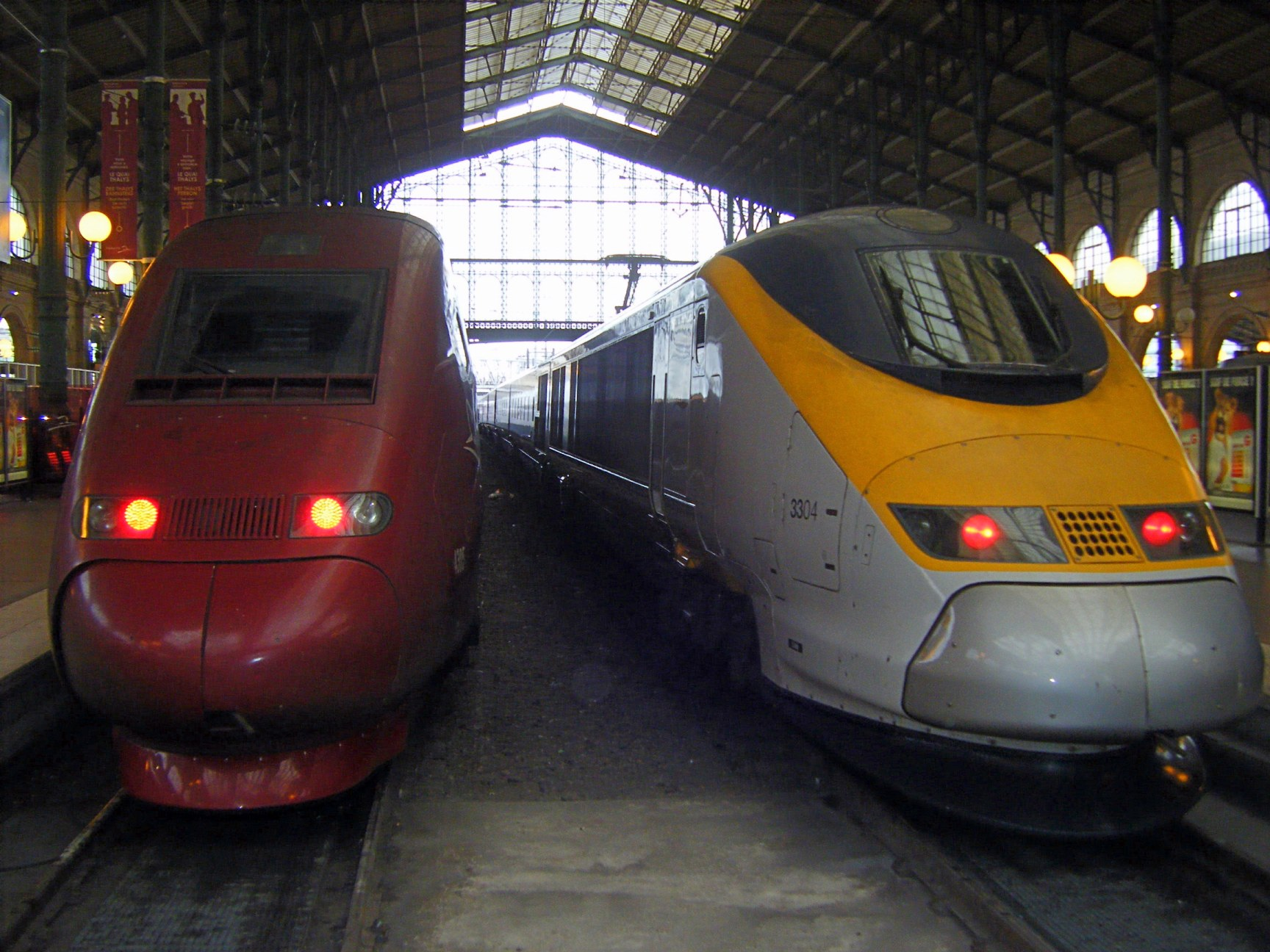
탈리스, 유로스타 열차

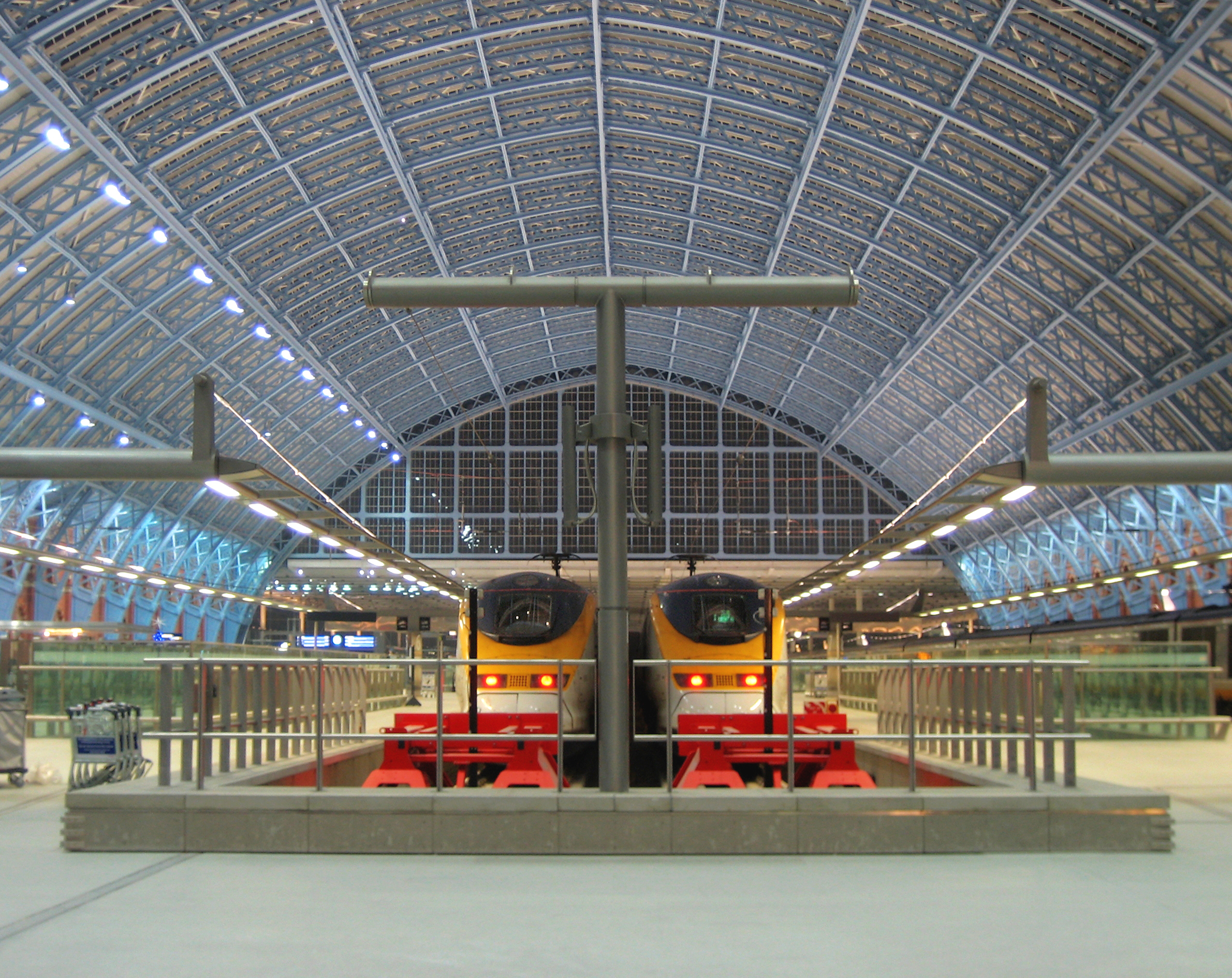
런던 세인트 팬크러스 역에서 정차하고 있는 유로스타

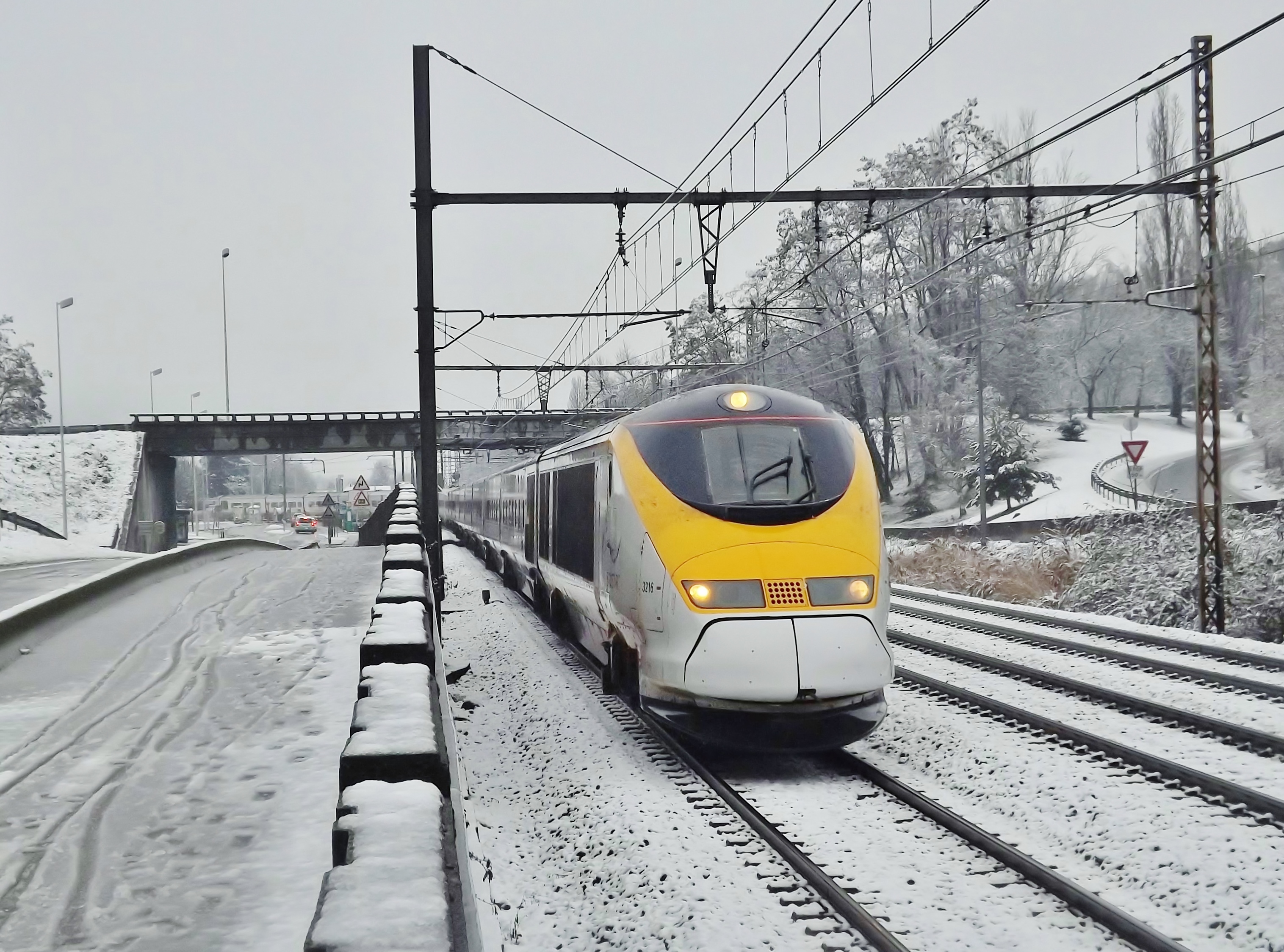
유로스타 선두부

동력차의 경우 3000번대로 시작하는 네 자리 숫자에 해당된다. 이는 마크 3 TGV (마크 1의 경우 SNCF TGV 쉬드-에스트, 마크 2의 경우 SNCF TGV 아틀랑티크)으로 열차를 지정한다. 또한 두 번째 숫자의 경우 국가를 의미한다.
- 3730xx 영국
- 3731xx 벨기에
- 3732xx 프랑스
- 3733xx 유로스타 리저널

유로스타의 반편성은 다음과 같다.
| 모델         | 편성 | 차량 번호   | 동력차 | 소속              | 회사     | 현재 운행 차량                        | 운행 노선                                                          |
| ------------ | ---- | ----------- | ------ | ----------------- | -------- | ------------------------------------- | ------------------------------------------------------------------ |
| 클래스 373/1 | 22   | 3001 ~ 3022 | 10     | 내셔널 레일       | 유로스타 | 3001 ~ 3002, 3007 ~ 3018, 3021 ~ 3022 | 런던 ~ 파리, 브뤼셀, 디즈니랜드, 아비뇽 알프스                     |
| 클래스 373/1 | 8    | 3101 ~ 3108 | 10     | NMBS              | 유로스타 | 3101 ~ 3108                           | 런던 ~ 파리, 브뤼셀, 디즈니랜드, 아비뇽 알프스                     |
| 클래스 373/1 | 32   | 3201 ~ 3232 | 10     | SNCF              | 유로스타 | 3201 ~ 3202, 3205 ~ 3224, 3229 ~ 3232 | 런던 ~ 파리, 브뤼셀, 디즈니랜드, 아비뇽 알프스                     |
| 클래스 373/1 | 32   | 3201 ~ 3232 | 10     | SNCF              | SNCF     | 3203 ~ 3204, 3225 ~ 3228              |                                                                    |
| 클래스 373/2 | 14   | 3301 ~ 3314 | 8      | 내셔널 레일의 NoL | 유로스타 | 3301 ~ 3307, 3309 ~ 3314              | 동력차 3308호의 경우 철도 박물관에 전시하고 있다. SNCF가 보유했다. |
| 예비차       | 1    | 3999        | 1      |                   | 유로스타 | 3999                                  | 예비 동력차로 사용                                                 |

1. ↑  선두부 차량에 해당된다.
2. 1 2  아비농과
 알프스 노선의 경우 SNCF에서 운행한다.

### 쓰리 케피탈
| 현황 | 호차   | 구성                                | 좌석  | 좌석  | 좌석   | 좌석        |
| 현황 | 호차   | 구성                                | 1등급 | 2등급 | 화장실 | 기저귀 갈이 |
| ---- | ------ | ----------------------------------- | ----- | ----- | ------ | ----------- |
|      | 동력차 |                                     |       |       |        |             |
|      | 1      | 스탠다드 클래스                     | 0     | 48    | 1      | 1           |
|      | 2      | 스탠다드 클래스                     | 0     | 56    | 1      | 0           |
|      | 3      | 스탠다드 클래스                     | 0     | 56    | 2      | 0           |
|      | 4      | 스탠다드 클래스                     | 0     | 56    | 1      | 0           |
|      | 5      | 스탠다드 클래스                     | 0     | 56    | 2      | 0           |
|      | 6      | 식당차                              | 0     | 0     | 0      | 0           |
|      | 7      | 스탠다드 프리미엄/비지니스 프리미엄 | 39    | 0     | 1      | 0           |
|      | 8      | 스탠다드 프리미엄/비지니스 프리미엄 | 39    | 0     | 1      | 0           |
|      | 9      | 스탠다드 프리미엄/비지니스 프리미엄 | 25    | 0     | 1(D)   | 0           |
|      | 10     | 스탠다드 프리미엄/비지니스 프리미엄 | 25    | 0     | 1(D)   | 0           |
|      | 11     | 스탠다드 프리미엄/비지니스 프리미엄 | 39    | 0     | 1      | 0           |
|      | 12     | 스탠다드 프리미엄/비지니스 프리미엄 | 39    | 0     | 1      | 0           |
|      | 13     | 식당차                              | 0     | 0     | 0      | 0           |
|      | 14     | 스탠다드 클래스                     | 0     | 56    | 2      | 0           |
|      | 15     | 스탠다드 클래스                     | 0     | 56    | 1      | 0           |
|      | 16     | 스탠다드 클래스                     | 0     | 56    | 2      | 0           |
|      | 17     | 스탠다드 클래스                     | 0     | 56    | 1      | 0           |
|      | 18     | 스탠다드 클래스                     | 0     | 48    | 1      | 1           |
|      | 동력차 |                                     |       |       |        |             |

### 노스 오브 런던
| 현황 | 호차   | 구성                                | 좌석  | 좌석  | 좌석   | 좌석        |
| 현황 | 호차   | 구성                                | 1등급 | 2등급 | 화장실 | 기저귀 갈이 |
| ---- | ------ | ----------------------------------- | ----- | ----- | ------ | ----------- |
|      | 동력차 |                                     |       |       |        |             |
|      | 1      | 스탠다드 클래스                     | 0     | 48    | 1      | 1           |
|      | 2      | 스탠다드 클래스                     | 0     | 58    | 1      | 0           |
|      | 3      | 스탠다드 클래스                     | 0     | 58    | 2      | 0           |
|      | 4      | 스탠다드 클래스                     | 0     | 58    | 1      | 0           |
|      | 5      | 식당차                              | 0     | 0     | 0      | 0           |
|      | 6      | 스탠다드 프리미엄/비지니스 프리미엄 | 39    | 0     | 1      | 0           |
|      | 7      | 스탠다드 프리미엄/비지니스 프리미엄 | 26    | 0     | 1(D)   | 0           |
|      | 8      | 스탠다드 프리미엄/비지니스 프리미엄 | 26    | 0     | 1(D)   | 0           |
|      | 9      | 스탠다드 프리미엄/비지니스 프리미엄 | 39    | 0     | 1      | 0           |
|      | 10     | 식당차                              | 0     | 0     | 0      | 0           |
|      | 11     | 스탠다드 클래스                     | 0     | 58    | 2      | 0           |
|      | 12     | 스탠다드 클래스                     | 0     | 58    | 1      | 0           |
|      | 13     | 스탠다드 클래스                     | 0     | 58    | 2      | -           |
|      | 14     | 스탠다드 클래스                     | 0     | 48    | 1      | 1           |
|      | 동력차 |                                     |       |       |        |             |

## 같이 보기
- 영국 철도 374